# 혼고촌 (도치기현)
혼고촌(本郷村)은 도치기현의 남부, 가와치군에 속했던 촌이다.

## 역사
- 1889년 4월 1일 - 정촌제 시행에 의해 가와치군 혼고촌이 성립하였다.
- 1955년 4월 29일 - 가미노카와정, 메이지촌과 합병해 가미노카와정이 되었다.

## 참고문헌
- 『栃木県町村合併誌 第四巻』 栃木県、1957年3月。